# Regierung Jørgensen II
Die sozialdemokratische Regierung Jørgensen II (dän. regeringen Jørgensen II) unter Ministerpräsident Anker Jørgensen war vom 13. Februar 1975 bis zum 30. August 1978 die dänische Regierung. Sie wurde von Margrethe II. ernannt.
Die Regierung Jørgensen II war das 57. dänische Kabinett seit der Märzrevolution. Alle Minister wurden von der Socialdemokraterne gestellt. Am 26. Februar 1977 fand eine große Kabinettsumbildung statt.

## Kabinettsliste
| Ressort                                       | Name                | Lebensdaten | Amtsperiode                            |
| --------------------------------------------- | ------------------- | ----------- | -------------------------------------- |
| Ministerpräsident                             | Anker Jørgensen     | 1922–2016   |                                        |
| Äußeres                                       | Knud Børge Andersen | 1914–1984   |                                        |
| Finanzen                                      | Knud Heinesen       | * 1932      |                                        |
| Verteidigung                                  | Orla Møller         | 1916–1979   | bis zum 1. Oktober 1977                |
| Verteidigung                                  | Poul Søgaard        | 1923–2016   | ab dem 1. Oktober 1977                 |
| Inneres                                       | Egon Jensen         | 1922–1985   |                                        |
| Justiz                                        | Orla Møller         | 1916–1979   | bis zum 1. Oktober 1977                |
| Justiz                                        | Erling Jensen       | 1919–2000   | ab dem 1. Oktober 1977                 |
| Wirtschaft                                    | Per Hækkerup        | 1915–1979   |                                        |
| Umwelt                                        | Helge Nielsen       | 1918–1991   | bis zum 26. Januar 1977                |
| Umwelt                                        | Svend Jakobsen      | * 1935      | 26. Januar 1977 bis 26. Februar 1977   |
| Umwelt                                        | Niels Matthiasen    | 1924–1980   | ab dem 26. Februar 1977                |
| öffentliche Arbeiten                          | Niels Matthiasen    | 1924–1980   | bis zum 26. Februar 1977               |
| öffentliche Arbeiten                          | Kjeld Olesen        | * 1932      | ab dem 26. Februar 1977                |
| Handel                                        | Erling Jensen       | 1919–2000   | bis zum 8. September 1976              |
| Handel                                        | Per Hækkerup        | 1915–1979   | 8. September 1976 bis 26. Februar 1977 |
| Handel                                        | Ivar Nørgaard       | 1922–2011   | ab dem 26. Februar 1977                |
| Soziales                                      | Eva Gredal          | 1927–1995   |                                        |
| Arbeit                                        | Erling Dinesen      | 1910–1986   | bis zum 8. September 1976              |
| Arbeit                                        | Erling Jensen       | 1919–2000   | 8. September 1976 bis 1. Oktober 1977  |
| Arbeit                                        | Svend Auken         | 1943–2009   | ab dem 1. Oktober 1977                 |
| Fischerei                                     | Poul Dalsager       | 1929–2001   | bis zum 26. Februar 1977               |
| Fischerei                                     | Svend Jakobsen      | * 1935      | ab dem 26. Februar 1977                |
| Wohnungen                                     | Helge Nielsen       | 1918–1991   | bis zum 26. Januar 1977                |
| Wohnungen                                     | Svend Jakobsen      | * 1935      | 26. Januar 1977 bis 26. Februar 1977   |
| Wohnungen                                     | Ove Hove            | 1914–1993   | ab dem 26. Februar 1977                |
| Landwirtschaft                                | Poul Dalsager       | 1929–2001   |                                        |
| Bildung                                       | Ritt Bjerregaard    | 1941–2023   |                                        |
| Kulturelle Anliegen                           | Niels Matthiasen    | 1924–1980   |                                        |
| Kirche und Grönland                           | Jørgen Peder Hansen | 1923–1994   |                                        |
| Außenwirtschaft und Nordische Angelegenheiten | Ivar Nørgaard       | 1922–2011   | bis zum 26. Februar 1977               |
| Steuern und Abgaben                           | Svend Jakobsen      | * 1935      | bis zum 26. Februar 1977               |
| Steuern und Abgaben                           | Jens Kampmann       | * 1937      | ab dem 26. Februar 1977                |
| ohne Geschäftsbereich                         | Lise Østergaard     | 1924–1996   | ab dem 26. Februar 1977                |